# Hada littoralis
Hada littoralis är en fjärilsart som beskrevs av Karl Schawerda 1938. Hada littoralis ingår i släktet Hada och familjen nattflyn. Inga underarter finns listade i Catalogue of Life.